# Styloptocuma dayae
Styloptocuma dayae är en kräftdjursart som beskrevs av Jones 1984. Styloptocuma dayae ingår i släktet Styloptocuma och familjen Nannastacidae. Inga underarter finns listade i Catalogue of Life.